# Kmećani
Kmećani (en serbe cyrillique : Кмећани) est un village de Bosnie-Herzégovine. Il est situé sur le territoire de la ville de Banja Luka et dans la république serbe de Bosnie. Selon les premiers résultats du recensement bosnien de 2013, il compte 238 habitants.

## Géographie

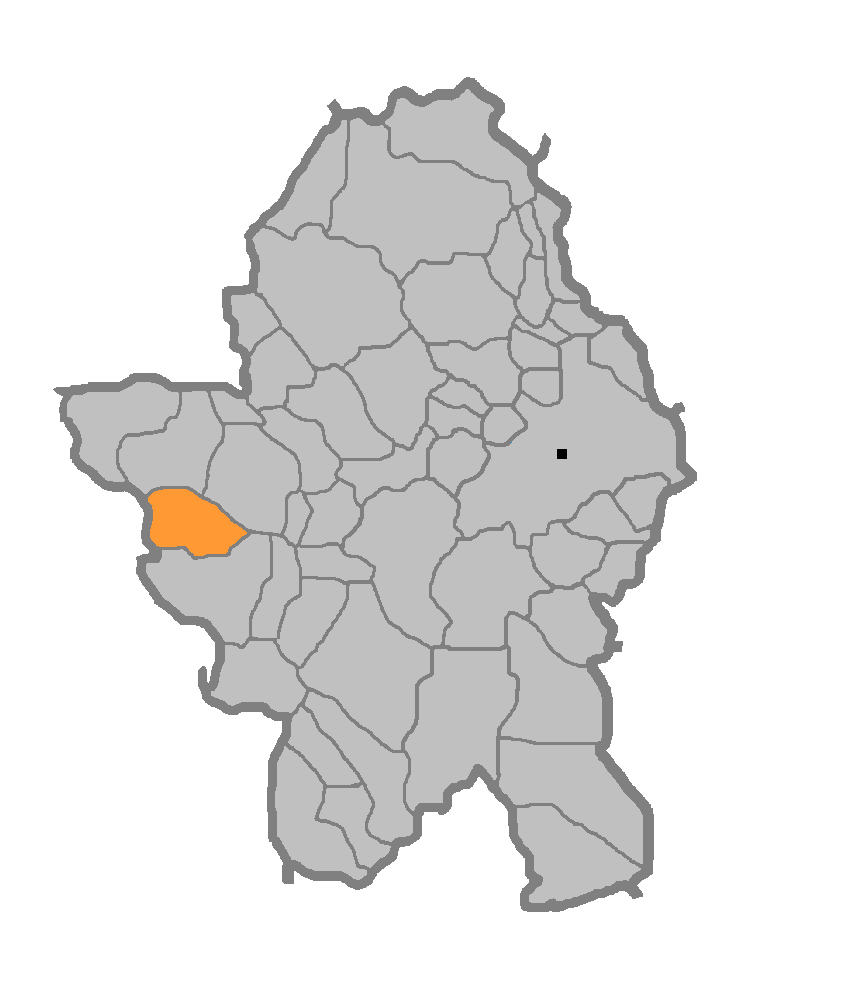
Localisation de la communauté locale de Kmećani dans la Ville de Banja Luka

Le village est situé sur les bords de la rivière Gomjenica.

## Histoire
Sur le territoire du village se trouve le monastère de Gomionica, qui remonte à la fin du XVe siècle ; il est inscrit sur la liste des monuments nationaux de Bosnie-Herzégovine.

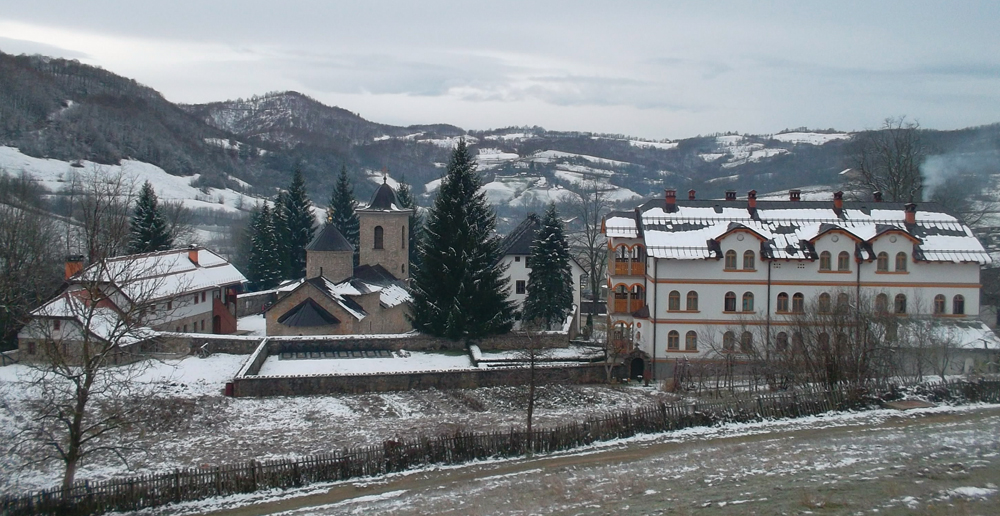
Vue générale du monastère de Gomionica

## Démographie

### Évolution historique de la population dans la localité
| 1948 | 1953 | 1961 | 1971 | 1981 | 1991 | 2013 |
| ---- | ---- | ---- | ---- | ---- | ---- | ---- |
| -    | -    | 982  | 779  | 653  | 458  | 238  |

|  |